# Gärtitz
Gärtitz ist ein nördlicher Stadtteil der Stadt Döbeln im Landkreis Mittelsachsen in Sachsen. Die einstige Gemeinde Gärtitz mit ihrem Ortsteil Pommlitz wurde am 1. Juli 1950 nach Döbeln eingemeindet.

## Geographie

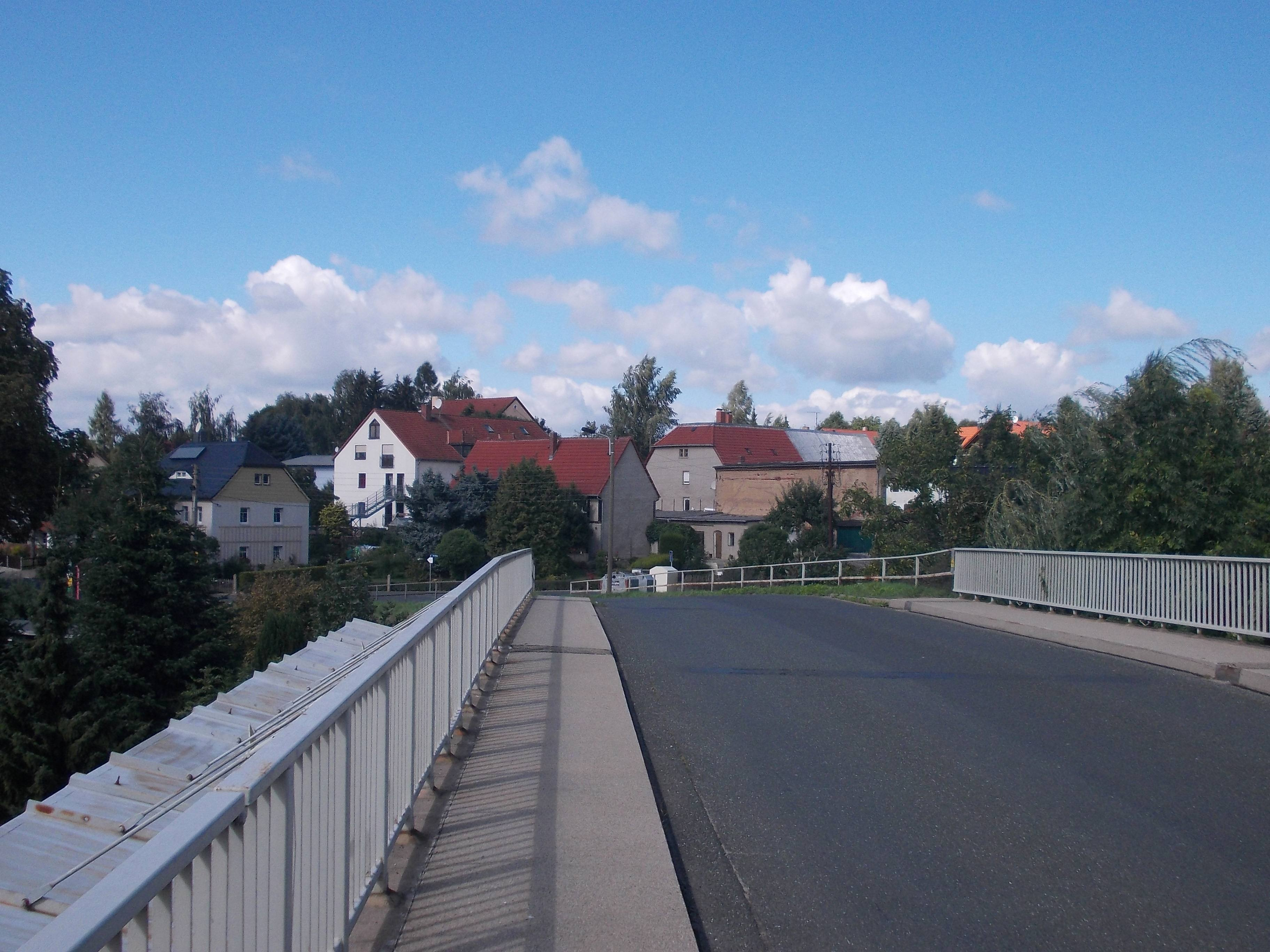
Ortskern von der Brücke über die Bahnstrecke gesehen

### Geographische Lage
Gärtitz liegt im Mittelsächsischen Hügelland, in der fruchtbaren Döbelner Pflege am Gärtitzer Bach, ungefähr in der Mitte des Dreiecks zwischen den sächsischen Metropolen Chemnitz, Dresden und Leipzig. Die Umgebung ist geprägt durch die umliegende hügelige Landschaft. Das Stadtzentrum Döbelns ist etwa 3,5 km entfernt.

### Nachbarorte
Gärtitz grenzt an die Kernstadt Döbeln, zwei Ortsteile von Döbeln sowie fünf Ortsteile der Gemeinde Großweitzschen.
| Obergoseln    | Niederranschütz                             | Gadewitz, Redemitz |
| Zschepplitz   | Kompassrose, die auf Nachbargemeinden zeigt |                    |
| Großbauchlitz | Döbeln-Nord                                 | Pommlitz           |

## Geschichte

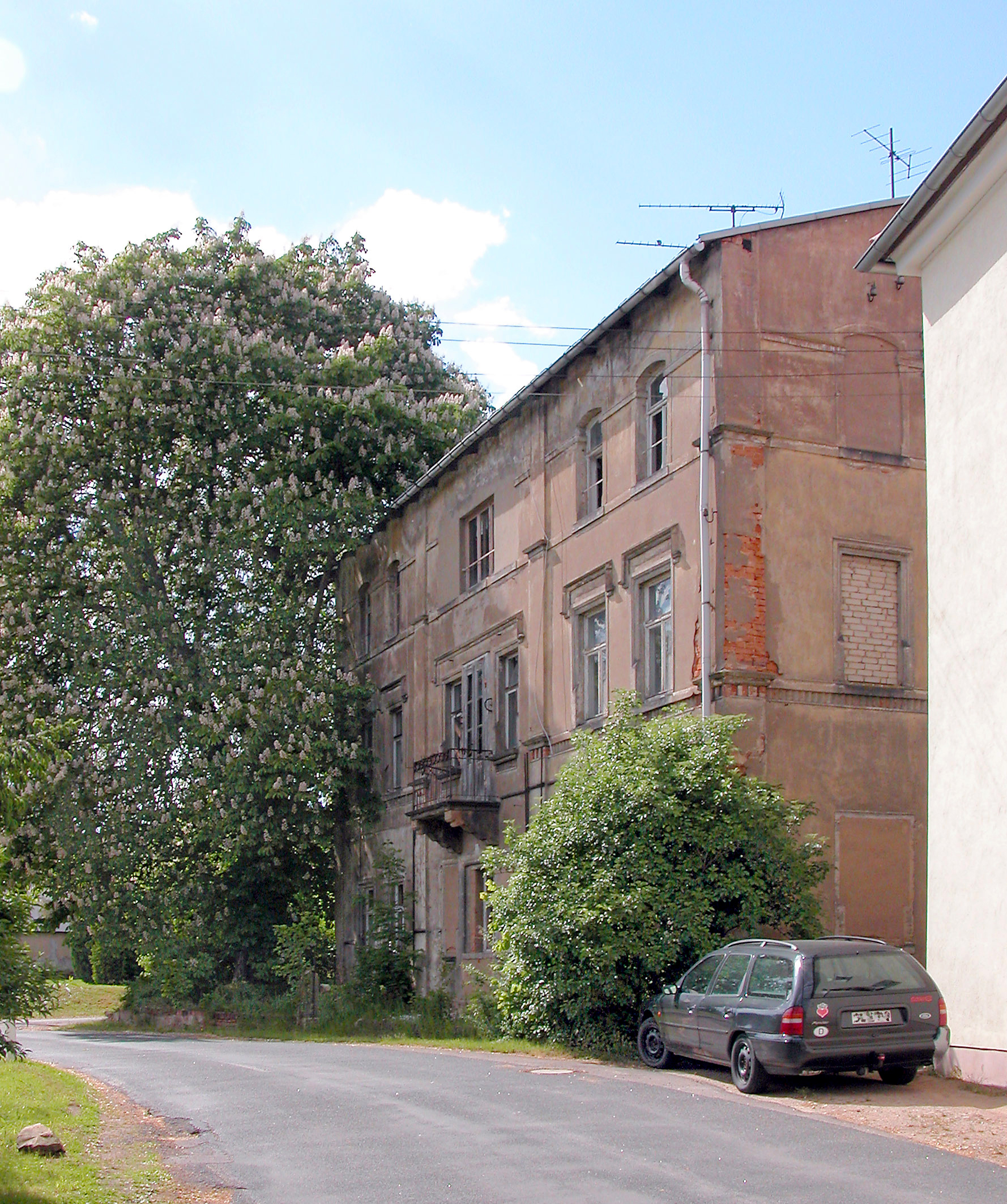
Ehemaliges Gutshaus Gärtitz

Bei archäologischen Ausgrabungen im Zuge von Straßenbaumaßnahmen wurden in den Jahren 2008 und 2009 spätneolithische Hausgrundrisse ergraben, die zur Kugelamphorenkultur (um 3000 v. Chr.) gehören und für das westliche Verbreitungsgebiet dieses neolithischen Kulturkreises in Sachsen von herausragender Bedeutung sind.
Die 2021 gestarteten Ausgrabungen ergaben, dass der Fundplatz Gärtitz zu den größten Siedlungen der frühen Jungsteinzeit (5.500 – 4.500 v. Chr.) in Mittelsachsen gehört. Insgesamt wurden 50 Häuser aus der Jungsteinzeit freigelegt, die laut den Experten eine Siedlungszeit von mehreren hundert Jahren widerspiegeln. Das größte ist 30 Meter lang und 8 Meter breit.
Der Rundweiler Gärtitz wurde 1292 erstmals in einer Urkunde indirekt durch einen Johannes de Jertitz erwähnt. Der Name geht auf einen altsorbischen Personennamen zurück und bedeutet Siedlung eines Jerota oder Jarota. Die Geschichte von Gärtitz ist eng mit dem Herrensitz verbunden, der bereits 1292 in einer Urkunde Erwähnung fand. Der Rittersitz gehörte der sächsischen Adelsfamilie Marschall von Mockritz, bevor es 1469 in den Besitz des meißnischen Adelsgeschlechts von Polentz kam. Fritzsche von Polentz ging 1478 als Amtmann zu Döbeln in die Geschichte ein. Im Besitz des Adelsgeschlechts von Polentz verblieb es bis zur Auflösung und Aufteilung des Ritterguts im Jahr 1929. Zur Grundherrschaft des ab 1551 erwähnten Ritterguts Gärtitz gehörten das Vorwerk Pommlitz und die Gutsdörfer Großbauchlitz, Zschepplitz und Niederranschütz.
Um 1554 lag Gärtitz im kursächsischen Amt Döbeln, welches im Jahr 1588 in das benachbarte Amt Leisnig integriert wurde. Seitdem gehörte Gärtitz bis 1856 zum Amtsbezirk Döbeln des kursächsischen bzw. königlich-sächsischen Amts Leisnig. Ab 1856 unterstand der Ort dem Gerichtsamt Döbeln und ab 1875 der Amtshauptmannschaft Döbeln. Kirchlich ist Gärtitz seit jeher nach Döbeln gepfarrt.
Gärtitz erhielt erst am 1. Dezember 1909 einen Bahnhof an der Bahnstrecke Riesa–Chemnitz, obwohl der durch den Ort führende Abschnitt Riesa–Döbeln bereits am 29. August 1847 eröffnet wurde. In diesen waren auch die 1884 eröffnete Schmalspurbahn Oschatz–Mügeln–Döbeln und ab 1911 die Schmalspurbahn Wilsdruff–Gärtitz nach Eröffnung des Abschnitts Mertitz Gabelstelle–Gärtitz eingebunden.
Der Nachbarort Pommlitz wurde am 1. April 1936 nach Gärtitz eingemeindet. Am 1. Juli 1950 erfolgte die Eingemeindung von Gärtitz mit Pommlitz nach Döbeln. Durch die zweite Kreisreform in der DDR kam Gärtitz als Ortsteil der Stadt Döbeln im Jahr 1952 zum Kreis Döbeln im Bezirk Leipzig.
Durch die Eingemeindung nach Döbeln erhielt der Bahnhof Gärtitz am 17. Mai 1953 die Bezeichnung Döbeln-Gärtitz. Nach der Einstellung des Schienenverkehrs auf dem Abschnitt Mügeln–Döbeln der Schmalspurbahn Oschatz–Mügeln–Döbeln am 14. Dezember 1964 verlor der Bahnhof an Bedeutung. Mit der Einstellung des Schienenverkehrs auf dem Abschnitt Lommatzsch–Döbeln der Schmalspurbahn Wilsdruff–Gärtitz am 31. Mai 1969 wurde der Bahnhof Döbeln-Gärtitz aufgelassen. Dadurch verlor Gärtitz seinen direkten Bahnanschluss.
Als Stadtteil von Döbeln gehörte Gärtitz seit 1990 zum sächsischen Landkreis Döbeln, der im Jahr 2008 im Landkreis Mittelsachsen aufging.

## Verkehr

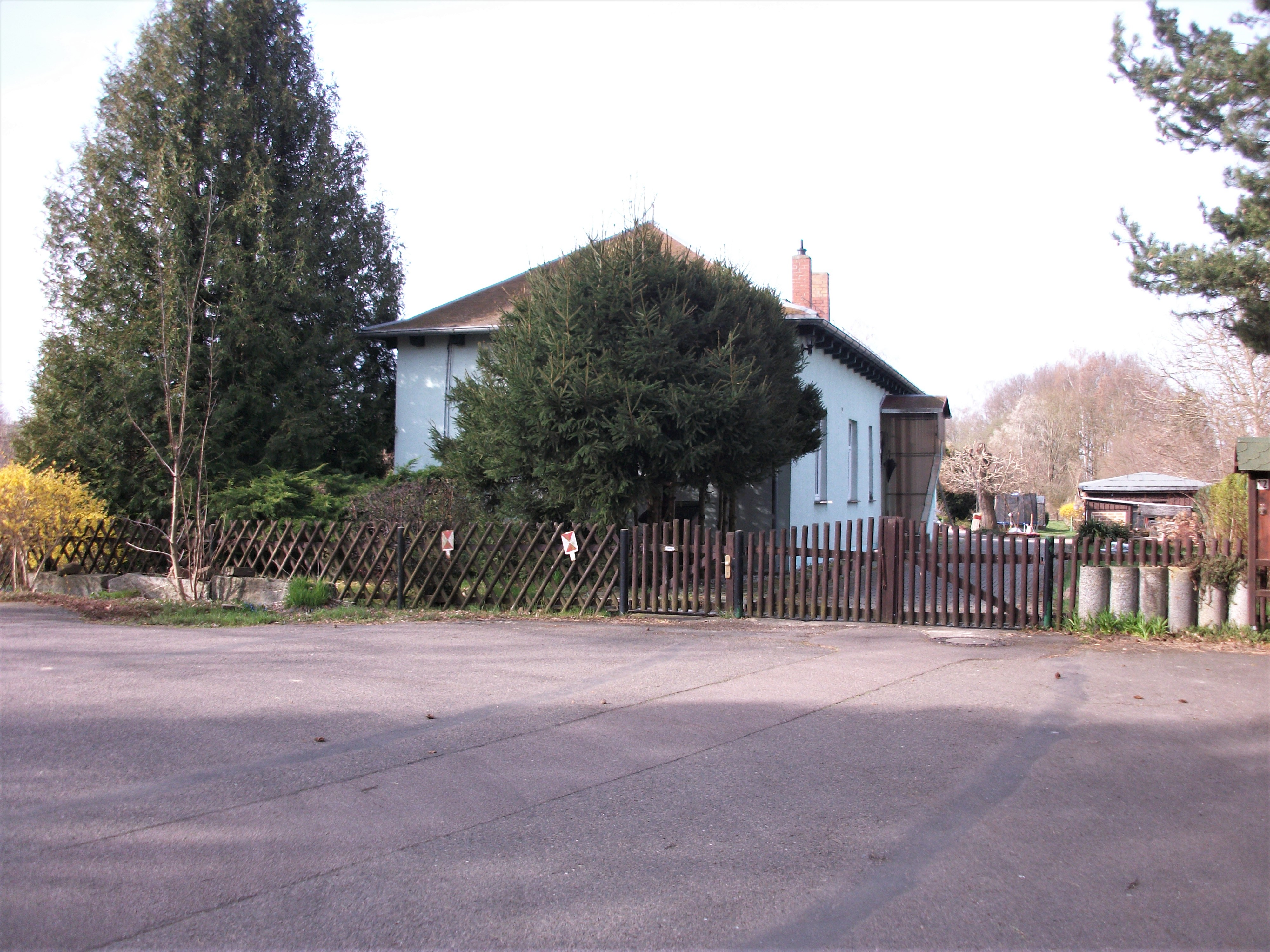
Bahnhof Döbeln-Gärtitz, Empfangsgebäude (2022)

Gärtitz erreicht man über die BAB 14 (Anschluss Döbeln-Nord) und weiter auf der B 169. Es liegt an der Bahnstrecke Riesa–Chemnitz und an den ehemaligen Strecken der Schmalspurbahn Oschatz–Mügeln–Döbeln und Schmalspurbahn Wilsdruff–Gärtitz. Der einstige Bahnhof Döbeln-Gärtitz wurde 1969 aufgelassen. Durch den Ort führt der Elbe-Mulde-Radwanderweg, der den Mulderadweg mit dem Elberadweg verbindet.